# Aftershock (Silverwood Theme Park)
Pour les articles homonymes, voir Aftershock.
Aftershock sont des montagnes russes navette inversées du parc Silverwood Theme Park, aux États-Unis. Du 7 octobre 2001 au 28 octobre 2007, l'attraction était le Déjà Vu de Six Flags Great America et a ouvert à sa localisation actuelle le 21 juillet 2008.

## Circuit
Il s'agit du modèle Giant Inverted Boomerang, une version évoluée du modèle Boomerang du même constructeur. Il présente les mêmes figures que ce dernier mais sur une voie inversée, un parcours plus ample et dont les extrémités sont verticales.

## Statistiques
- Trains : Un seul train de 8 wagons. Les passagers sont placés par 4 sur une rangés pour un total de 32 passagers par train.
- Taille maximale : 2,03 mètres

### Attractions de ce type
Vekoma a construit six Giant Inverted Boomerang :
- Déjà Vu à Six Flags Magic Mountain, ouvert le 25 août 2001, revendu à Six Flags New England et rouvert sous le nom de Goliath.
- Déjà Vu à Six Flags Over Georgia, ouvert le 1er septembre 2001, démonté en 2007, en attente d'un nouvel acquéreur.
- Déjà Vu à Six Flags Great America, ouvert du 7 octobre 2001 au 28 octobre 2007, revendu à Silverwood Theme Park et rouvert le 21 juillet 2008 sous le nom Aftershock.
- Stunt Fall à Parque Warner Madrid, ouvert le 24 juillet 2002.
- Mountain Peak à Jin Jiang Action Park, ouvert en 2011.
- Quantum Leap à Sochi Park Adventureland, ouvert en 2014.